# Heinrich Hoffmann (nhiếp ảnh gia)
August Heinrich Hoffmann (sinh ngày 12 tháng 9 năm 1885 – mất ngày 15 tháng 12 năm 1957) là một nhiếp ảnh gia chính thức cho Adolf Hitler, và là nhà xuất bản, chính trị gia Đức quốc xã, từng là thành viên trong nhóm thân tín của Hitler.